# Isachne clementis
Isachne clementis är en gräsart som beskrevs av Elmer Drew Merrill. Isachne clementis ingår i släktet Isachne och familjen gräs. Inga underarter finns listade i Catalogue of Life.